# Chapelle Saint-Julien de Miramas
La chapelle Saint-Julien est une chapelle romane du département français des Bouches-du-Rhône, à Miramas.

## Localisation
La chapelle Saint-Julien, ancienne église paroissiale, se trouve dans le cimetière de Miramas-le-Vieux.

## Historique
Le castrum de Miramas-le-Vieux a d'abord appartenu à l'abbaye Saint-Victor de Marseille, puis a été donné à l'abbaye de Montmajour par le roi de Provence Conrad Ier d'Arles qui l'a conservé jusqu'à la Révolution. L'abbaye de Montmajour avait reçu des donations d'Adélaïde de Bourgogne, sœur de Conrad Ier d'Arles ou Conrad III de Bourgogne, mariée à Otton Ier, empereur du Saint-Empire.
En mars 1118 est mis fin à une controverse entre Fouques, archevêque d'Aix, et l'abbé de Montmajour à la suite d'une série de démêlés concernant les églises de Miramas. Le 7 avril 1123, le pape Calixte II interdit à l'archevêque d'Aix d'inquiéter les moines de Montmajour pour les églises de Miramas. Les possessions de l'abbaye de Montmajour au castrum de Miramas sont confirmées par les papes Urbain II, Pascal II, Gélase II, puis Eugène III, en 1152.
Foulques de Cabannes, prieur de Miramas, est élu abbé de Montmajour en 1193. L'église date du XIIe siècle.
Dans la première moitié du XVIIe siècle la chapelle est déclarée dans un état décent pour célébrer la messe au cours des visites des archevêques d'Arles. La niche qui se situe au-dessus du portail dans laquelle se trouve une statue de saint Julien date de 1701.
La chapelle a été inscrite au titre des monuments historiques le 27 janvier 1928.

## Description
La chapelle Saint-Julien est située au sud du castrum de Miramas. Elle est entourée par un cimetière.
- longueur y compris l'abside : 11 m ;
- largeur : 5,50 m

L'archivolte de la porte à claveaux allongés est ornée d'un cordon d’étoiles.